# 今井功 (物理学者)
今井 功（いまい いさお、1914年（大正3年）10月7日 - 2004年（平成16年）10月24日）は、日本の物理学者（流体力学）。理学博士（論文博士・1943年）。文化勲章受章者。航空機の飛行に関係した空気力学の基礎理論において大きな業績を上げた。

## 経歴・事績
1914年に関東州大連に生まれ、神戸市で育った。幼少時より学業に秀で、跳び級制度により小学校5年修了で第一神戸中学校に入学した。1年の飛び級で卒業し、旧制第一高等学校を経て東京帝国大学理学部物理学科で寺沢寛一教授に師事、1936年に卒業。
卒業してからは、しばらく大阪帝国大学理学部の友近晋教授のもとで助手を務め、2年半のちに東大へ講師として戻り、1942年に助教授、1950年に教授に昇進した。その間、戦中から戦後にかけて「任意翼型の理論」、「遷音速流の理論」、「遅い粘性流の理論」などの各方面で、複素関数論、特に等角写像の方法を自在に操って当時の世界で懸案となっていた難問を次々に解決して世界の研究をリードし、かつ事物の本性に流れの場をみる流体力学的思考を深く身につけた。またその過程で発展させたWKB法の精密化は有名で「今井の方法」の名を得ている。これらの業績により1959年に日本学士院恩賜賞を受賞し、1988年には文化勲章を受章した。
1975年に東大を定年退職した後は大阪大学に3年間勤めた。その間、佐藤の超関数が流体中の渦層に他ならないことを見出し、そのイメージをもとに超関数の理論を体系的にまとめ『応用超関数論』として出版した。阪大を定年退官した後は工学院大学に身をおいて、若い人々に科学の面白さを伝えることに力をいたし、高校生の書いた科学研究論文の審査にまで楽しんで参加し評価した。また一方で電磁気学は、従来のクーロンの法則から出発する方式よりもまず電磁場の織りなす流れとして捉える方が理解し易いとし、その考え方を基礎にして電磁気学を再構築し『電磁気学を考える』に纏めて文化勲章受章の記念に出版した。
また物理学者の同人ロゲルギストの一員として身近な物理現象から社会現象に至る幅広い話題について議論を交わし、ロゲルギスト I2 の筆名で1962年からの二十年余に40編の含蓄に富んだエッセイを書いた。

## 略歴年表
- 1933年 第一高等学校卒業
- 1936年 東京帝国大学理学部物理学科卒業
- 1936年 大阪帝国大学理学部助手
- 1938年 東京帝国大学理学部講師
- 1942年 東京帝国大学助教授（理学部勤務）
- 1943年 理学博士『一般ジュコフスキー (Joukowski) 翼型の周りの圧縮性流体の流れに就て（英文）』
- 1950年 東京大学教授（1975年3月まで）
- 1951年 朝日文化賞 (1950年度)
- 1959年 日本学士院賞、恩賜賞
- 1975年 東京大学名誉教授
- 1975年 大阪大学教授（1978年3月まで）
- 1978年 工学院大学教授（1987年3月まで）
- 1979年 文化功労者
- 1987年 工学院大学名誉教授、工学院大学顧問
- 1988年 文化勲章
- 1992年 勲一等瑞宝章[3]
- 1994年 日本学士院会員

## 主な著作
- 寺沢寛一、今井功『航空力学』岩波書店、1939年
- 寺澤寛ー、今井功『複素函薮論』河出書房、応用数学講座第四巻
- 寺澤寛一、今井功『定積分及Fourier級数』河出書房、応用数学講座第五巻、1945年
- 今井功『統計力学』岩波書店、1967年
- 今井功『流体力学』岩波書店、1970年
- 今井功『流体力学 (前編)』裳華房、1974年
- キッテル他著、今井功監訳『バークレー物理学コース 1 力学 (上)』丸善、1976年
- キッテル他著、今井功監訳『バークレー物理学コース 1 力学 (下)』丸善、1977年
- H. ラム著、今井功、橋本英典 訳『流体力学 (1, 2, 3)』東京図書、1978年
- 今井功、片田正人『地球科学の歩み』共立出版、1979年
- アッシャー・H.シャピロ著、今井功訳『流れの科学-流体力学の基礎』河出書房新社、1979年
- 今井功『等角写像とその応用』岩波書店、1979年
- 今井功『流体力学と複素解析』日本評論社、1981年
- 今井功『応用超関数論 (1, 2)』サイエンス社、1982年
  - Imai, Isao (2012) [1992] (英語), Applied Hyperfunction Theory, Mathematics and its Applications (Book 8), Springer, p. 438, ISBN 978-94-010-5125-5
- 今井功『電磁気学を考える』岩波書店、1990年
- 今井功『古典物理の数理』岩波書店、2003年
- 今井功『新感覚物理入門』岩波書店、2003年